# Drăganu
Drăganu é uma comuna romena localizada no distrito de Argeş, na região de Muntênia. A comuna possui uma área de 16.40 km² e sua população era de 1843 habitantes segundo o censo de 2007.